# Pedrajas de San Esteban
Pedrajas de San Esteban település Spanyolországban, Valladolid tartományban. Pedrajas de San Esteban Villaverde de Íscar, Aguasal, Olmedo, Alcazarén, Megeces és Íscar községekkel határos. Lakosainak száma 3406 fő (2024).

## Népesség
A település népessége az utóbbi években az alábbiak szerint változott:
| Lakosok száma | 3224 | 3317 | 3558 | 3649 | 3628 | 3503 | 3342 | 3327 | 3371 | 3406 |
|               | 2001 | 2004 | 2007 | 2009 | 2012 | 2014 | 2017 | 2019 | 2022 | 2024 |